# Franco Alfano
Franco Alfano (8 de Março de 1875 – 27 de Outubro de 1954) foi um compositor e pianista italiano. Nasceu em Posillipo, perto de Nápoles, e é hoje sobretudo conhecido por completar a ópera inacabada de Puccini Turandot em 1926. 
Dirigiu os conservatórios de Bolonha (1918-1923), Turim (1923-1939) e Pesaro (1947-1950).

## Óperas
- Miranda, 1896
- La fonte di Enschir, 1898
- Risurrezione, 1904
- Il principe di Zilah, 1909
- I Cavalieri e la bella, 1910 (inacabada)
- L'ombra di Don Giovanni, 1914
- La leggenda di Sakuntala, 1921
- Turandot (final), 1926
- Madonna Imperia, 1927
- L'ultimo Lord, 1930
- Cyrano de Bergerac, 1936
- Il dottor Antonio, 1949

## Bailados
- Napoli, 1900
- Lorenza, 1901
- Eliana, 1923
- Vesuvius, 1933